# Nantero
Nantero — технологическая компания, расположенная в Вуберне, Массачусетс. Компания занимается исследованиями в области новых видов энергонезависимой памяти, в частности, одна из их разработок носит название Nano-RAM. Однако, компания не ограничивается лишь исследованиями в области памяти — есть также разработки, относящиеся к логике и другим полупроводниковым продуктам, создаваемых на основе углеродных нанотрубок. На данный момент компания обладает примерно 175 патентами в области нанотехнологий.

## История
Компания была основана в 2000 году Грегом Шмерджелом, Томасом Рюкесом и Брентом М. Сигалом. В 2008 году Брент Сигал перешел на работу в Lockheed Martin.